# Московская горка
Московская горка — историческая местность в Екатеринбурге, расположена в юго-западной части исторического центра города и является одной из доминант его западной части (высота 275 м) наряду с Ивановской и Никольской горками.
По Московской горке в течение XIX — начала XX веков проходила западная граница города, в этот период был заселён её восточный склон, спускавшийся к пойме Исети. Южный склон Московской горки поднимался от болот реки Монастырки (в районе современной улицы Большакова) до вершины рядом с пересечением современных улиц Московская — Пальмиро Тольятти, после чего горка круто скатывалась к Главному проспекту (проспекту Ленина). В северо-западном направлении горка переходила в Ивановскую горку, на которой находилось Ивановское кладбище и тюремный замок. Западный склон обеих горок обрывался в Камышенское болото. Со склона Московской горки снимал панорамные фотографии Екатеринбурга фотограф С. М. Прокудин-Горский.
Современная Московская горка застроена высотными жилыми и административными зданиями.